# Svaneholms naturreservat
Svaneholms naturreservat är ett naturreservat i Skurups kommun i Skåne län.
Området är naturskyddat sedan 2024 och är 42 hektar stort. Reservatet omfattar Svaneholmssjön och dess östra västra och norra stränder och består av sjön och ädellövskog av bok och ek.